# Soulignonne
Soulignonne is een gemeente in het Franse departement Charente-Maritime (regio Nouvelle-Aquitaine) en telt 544 inwoners (1999). De plaats maakt deel uit van het arrondissement Saintes.

## Geografie
De oppervlakte van Soulignonne bedraagt 14,1 km², de bevolkingsdichtheid is 38,6 inwoners per km².
De onderstaande kaart toont de ligging van Soulignonne met de belangrijkste infrastructuur en aangrenzende gemeenten.

## Demografie
Onderstaande figuur toont het verloop van het inwonertal (bron: INSEE-tellingen).